# Polynema hawaiiense
Polynema hawaiiense is een vliesvleugelig insect uit de familie Mymaridae. De wetenschappelijke naam is voor het eerst geldig gepubliceerd in 1901 door Ashmead.